# Bình nguyên Yucca

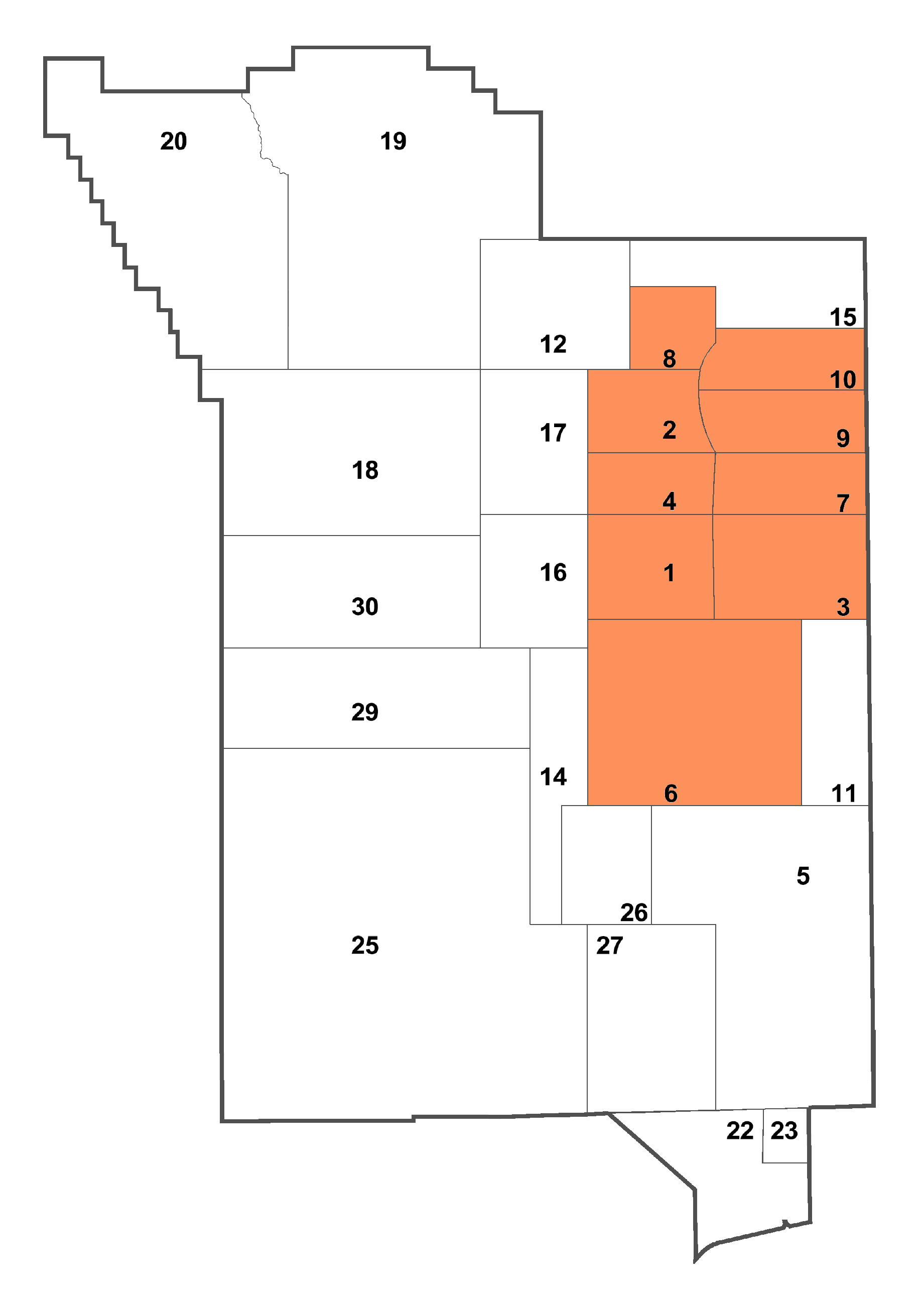
Bình nguyên Yucca chiếm phần lớn diện tích khu vực trung đông của Vùng thử nghiệm Nevada

Bình nguyên Yucca (tiếng Anh: Yucca Flat) là một sa mạc lớn, và là một trong bốn địa điểm thử nghiệm chính và là một phần của Khu vực thử nghiệm Nevada. Nó được chia thành chín phần của các khu thử nghiệm: Khu 1-4 và 6 đến 10. Yucca nằm ở rìa phía đông của vùng thử nghiệm Nevada, khoảng 16 km về phía bắc của mảng Frenchman và 105 km từ Las Vegas. Bình nguyên Yucca từng là chỗ cho 739 cuộc thử nghiệm hạt nhân, gần 80% các lần thử nghiệm trên vùng thử nghiệm Nevada.

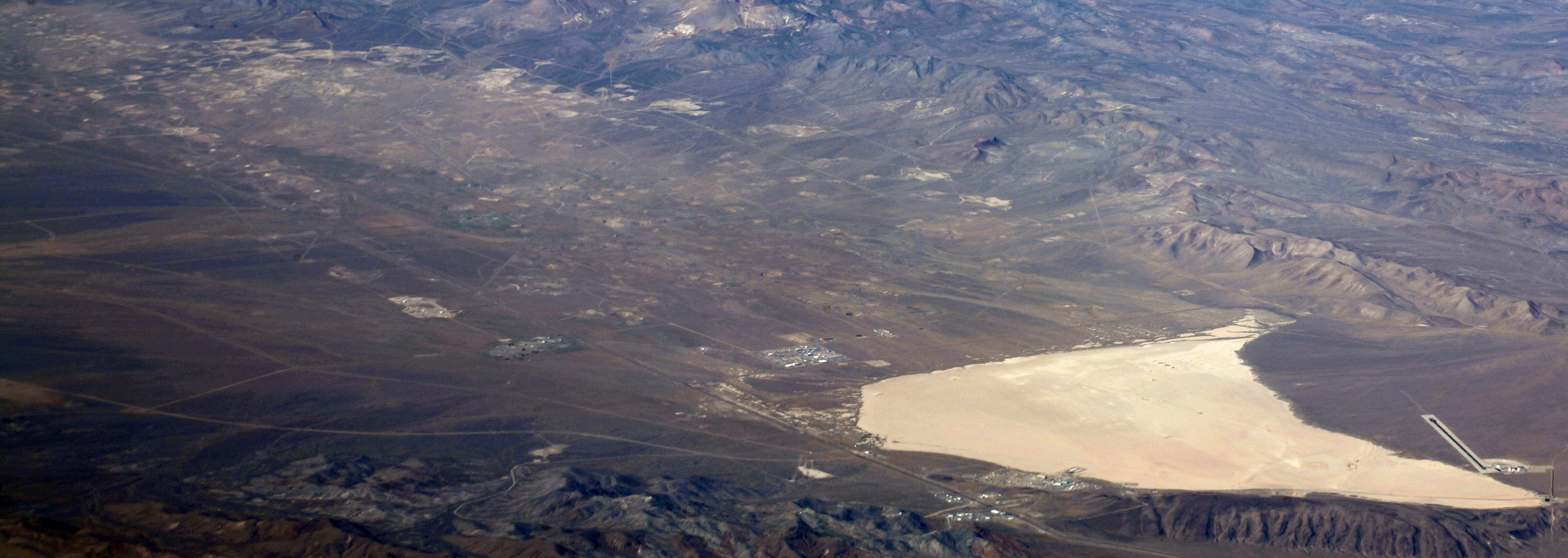
Yucca có hàng trămmiệng núi lửa lún từ dưới lòng đất sau thử nghiệm vũ khí hạt nhân. Hồ Asia là có thể nhìn thấy trên bên phải.

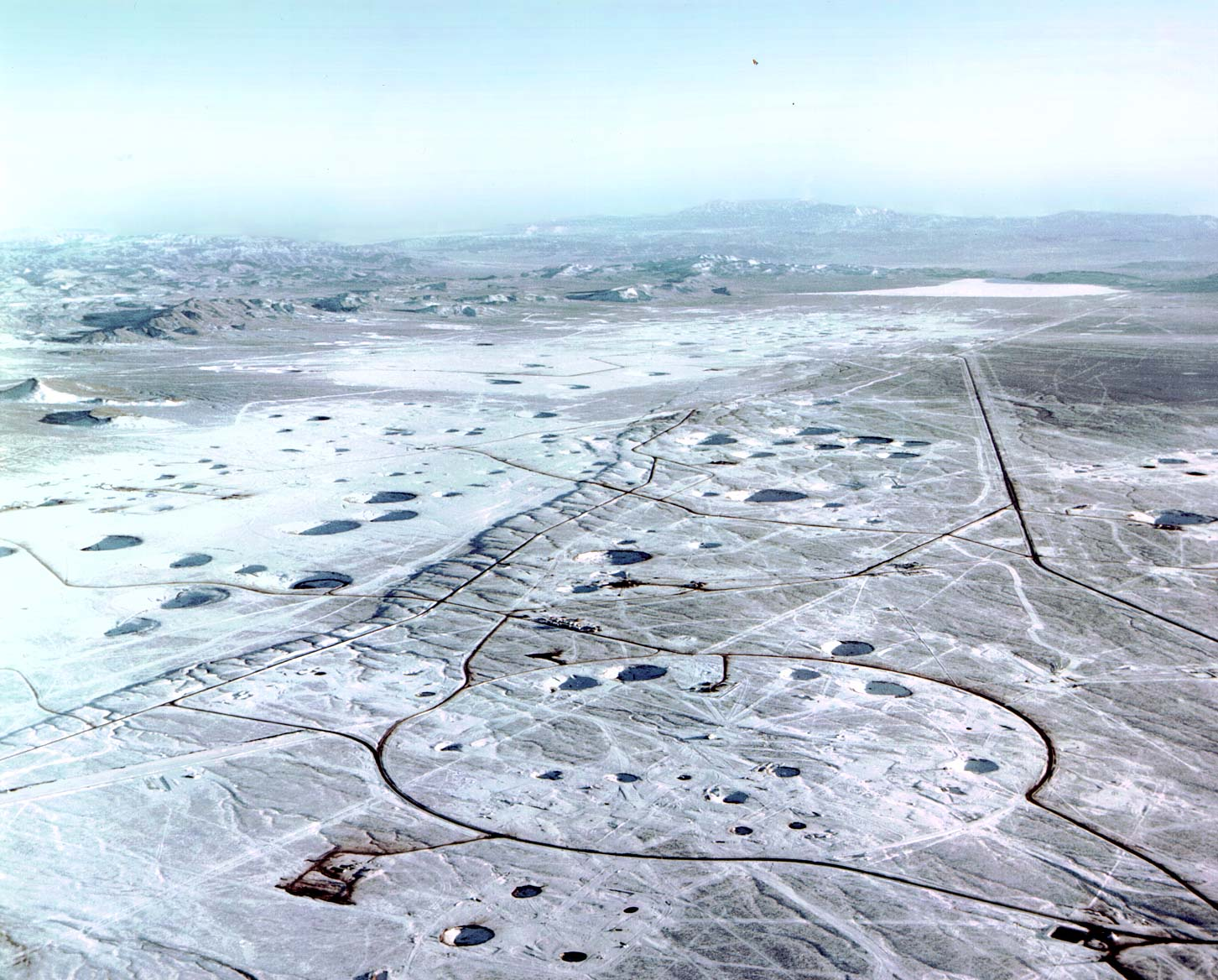
Miệng núi lửa lún, căn cứ hạt nhân ngầm sau vụ nổ tại Yucca

Phần địa chất chủ yếu ở đây là cát trong Tonopah Basin làm cho các hình ảnh của những vụ thử nghiệm hạt nhân trở nên đơn giản và sơ sài khó thấy được. Khi kiểm tra ngầm dưới đất sâu của các lớp đất trầm tích như sự xói mòn của những ngọn núi xung quanh cho phép một sự tương đối dễ dàng trong việc khoan các lỗ để đặt bom thử nghiệm.
Hàng trăm miệng núi lửa lún ngay dưới mặt đất của sa mạc. Một núi lửa có thể phát triển khi dưới một vụ nổ hạt nhân bốc hơi xung quanh và bùn. Hơi làm lạnh chất lỏng và dung nham gộp lại ở dưới cùng của mũi khoang được tạo ra bởi những vụ nổ. Nứt đá và bùn lớp trên, các vụ nổ thường kết thức với việc để lại một cái hố lớn.
Ở cuối phía nam của Yucca là hồ Yucca, còn được gọi là hồ muối khô Yucca. Sự khô, kiềm tại hồ có làm cho có một giới hạn của các đường băng (đường băng Yucca) được xây dựng bởi các Công binh Lục quân Hoa Kỳ trước khi thử hạt nhân, thử nghiệm bắt đầu tại khu vực. Phía tây của các hồ khô là News Nob, một phiến đá mà từ đó các nhà báo và nhân vật quan trọng đã xem vụ nổ hạt nhân, thử nghiệm tại mảng Yucca.

### Gần đó
Phía tây của các hồ muối khô, trạm kiểm soát an ninh Yucca, CP-1 31.600 foot vuông (2.940 m2) sự phức tạp của các tòa nhà, trong đó có việc thử nghiệm và giám sát các thiết bị hạt nhân, kiểm tra, và một quán cà phê đó. CP-1 nhìn ra cả hai khu vực Yucca và Frenchman. Ngày nay, trạm kiểm soát là trung tâm hỗ trợ của tất cả các hoạt động tại NTS.
Một miệng núi lửa lún ở gần Khu vực 5 là nơi lưu trữ của một số mảnh kim loại bị ô nhiễm phóng xạ và những mảnh vỡ, và phải tuân sự theo dõi định kỳ của mức độ phóng xạ.

## Những vụ thử nghiệm vũ khí hạt nhân
Bình nguyên Yucca đã chứng kiến 739 vụ thử hạt nhân, kể cả 827 vụ nổ. Cao hơn số của vụ nổ là từ một lần thử nghiệm mà bao gồm nhiều vụ nổ hạt nhân khác xảy ra trong một 0.1 lần thứ hai bên rìa khu vực và bên trong 2 km đường kính vòng tròn. Như vậy đã có đến 62 cuộc thử nghiệm đã diễn ra tại NTS.
Không bao giờ có lần thử nghiệm nào diễn ra tại Yucca vượt qua 500 kilotons của công suất dự kiến. Các cuộc thử nghiệm hạt nhân có vụ nổ lớn hơn đã được thực hiện tại Rainier Mesa và Pahute Mesa, vì địa chất cho phép trục thử nghiệm có thể khoan sâu hơn.

### Cuộc thử nghiệm hạt nhân tiên

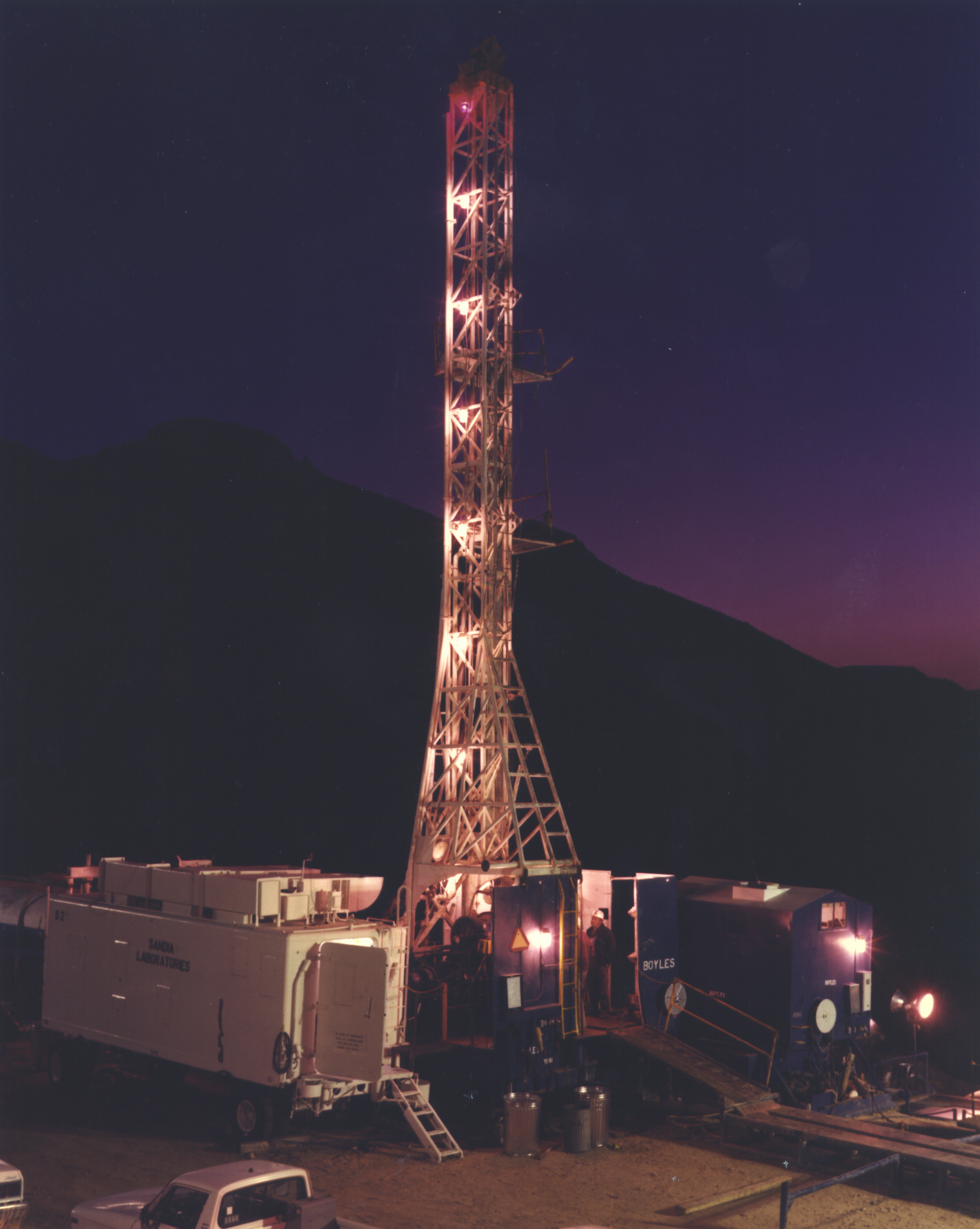
Giàn khoan hoạt động khoan tròn để chuẩn bị khoan một trục đủ sâu để thử vũ khí hạt nhân

Cuộc kiểm tra vụ nổ thử nghiệm đầu tiên tại bình nguyên Yucca cuộc kiểm tra khí quyển ở gần khu vực 5 như là một phần của Hoạt động Ranger. vào ngày 22 tháng 10 năm 1951, cuộc kiểm tra "Can" và hoạt động Buster đã phát nổ ở đầu của một tháp tại khu vực 7, kết quả là một quả bom hạt nhân mang ít hơn trọng lượng tương đương kg là TNT; bắn thử nhưng đã bị thất bại. Đó là lần đầu tiên trên thế giới thử nghiệm hạt nhân bị thất bại. Hơn hai tuần kế tiếp, bốn cuộc thử nghiệm thành công đã tiến hành qua việc thả dù quả bom, với máy bay ném bom giải phóng vũ khí hạt nhân tại khu vực 7.